# Teschow (Selmsdorf)
Teschow ist ein Ortsteil der Gemeinde Selmsdorf im Nordwesten des Landkreises Nordwestmecklenburg in Mecklenburg-Vorpommern.

## Geografie

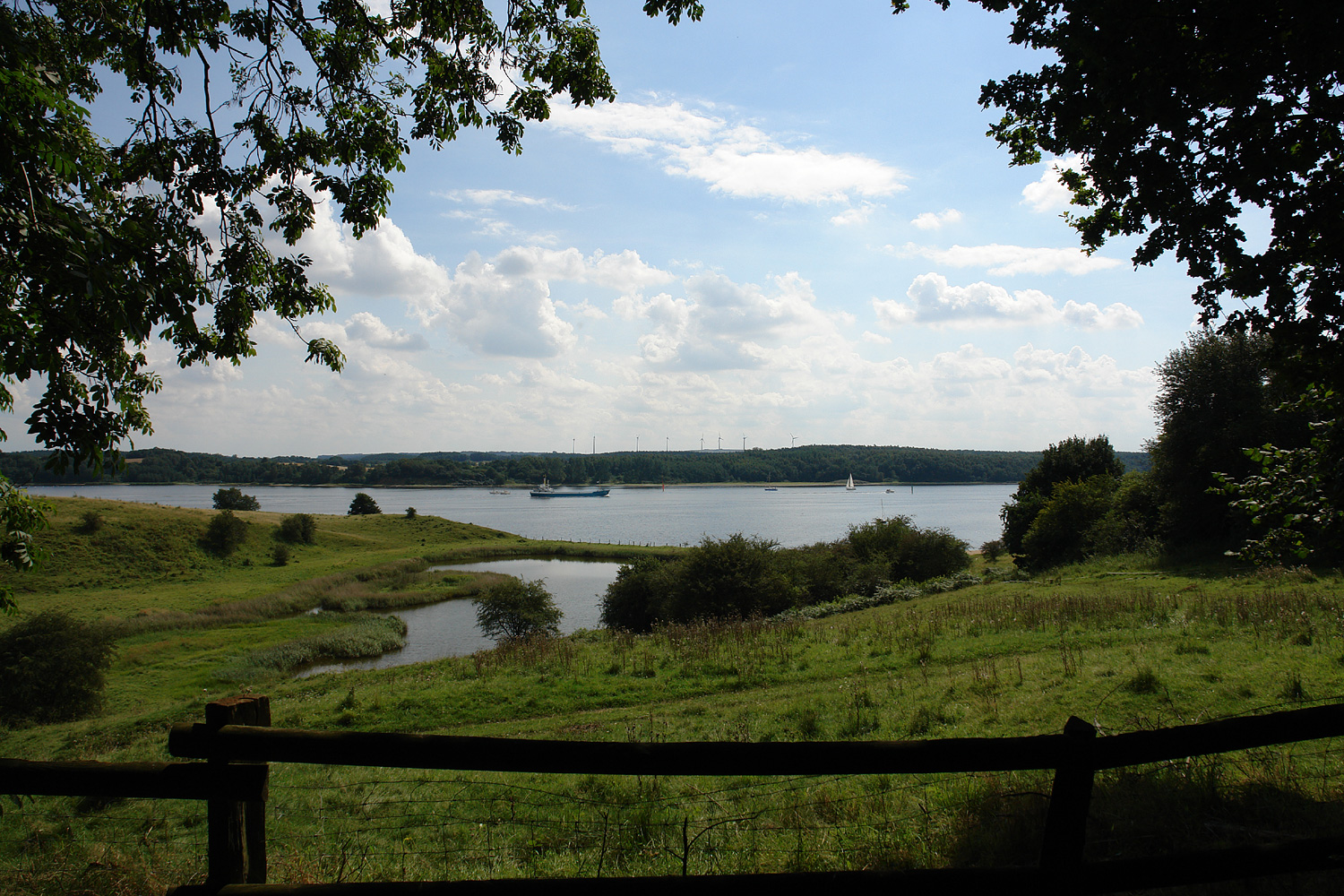
Naturschutzgebiet Stülper Huk

Teschow liegt auf einer Halbinsel, 13 km östlich von Lübeck. Die Halbinsel wird von der unteren Trave sowie der Pötenitzer Wiek und dem Dassower See begrenzt. Im Südwesten erhebt sich eine Endmoräne bis auf 83 m ü. NN. Unmittelbar westlich des Ortes verläuft die Landesgrenze zu Schleswig-Holstein.
Die Halbinsel ist besonders für Naturliebhaber interessant. Auf der Halbinsel sind zahlreiche Gebiete mit unterschiedlichen Schutzstatus versehen: Landschaftsschutzgebiet, Naturschutzgebiet, Natura2000, Europäisches Vogelschutzgebiet.

## Geschichte
Der als Angerdorf angelegte Ort wird erstmals 1194 genannt, als Bischof Isfried von Ratzeburg die Einkünfte aus dem Bistum zwischen sich und dem Domkapitel aufteilt. In den Aufzeichnungen wird der Ort noch „Thescowe“ genannt. Es wird jedoch vermutet, dass die Ursprünge des Ortes deutlich weiter zurückliegen und aus einer slawischen Siedlung entstanden ist. In der Speiseordnung für die Domherren vom 13. Oktober 1301 wird eine Rentenzahlung von 12 Mk Fisch aus „Sclavikalis Tessecowe“ genannt, die auf die slawische Geschichte des Ortes ebenfalls hindeutet. Es wird jedoch vermutet, dass sich die ursprüngliche Lage dichter am Gewässer befand.
Am Eingang des Dorfes auf dem Kapenberg soll sich ein zerstörtes Hünengrab „Hogen Stehen“ befinden.
Teschow gehörte viele Jahrhunderte zum Ratzeburger Land bzw. Fürstentum Ratzeburg und zum Herzogtum Mecklenburg-Strelitz.
Zur Zeit der Grenze zwischen DDR und BRD war Teschow nur mit einem besonderen Passierschein zu erreichen. Wenige Kilometer vor dem Ort befand sich hinter der Ortsausfahrt Sülsdorf ein separater Kontrollposten.
Bis zum 30. Juni 1950 war Teschow eine eigenständige Gemeinde und wurde am 1. Juli 1950 nach Selmsdorf eingemeindet.
Im Jahr 2019 feierte der Ort sein 825-jähriges Bestehen.

### Einwohnerentwicklung
Entnommen aus den Aufzeichnungen der jeweiligen Volkszählungen:
- 1871: 32 Haushaltungen / 159 Einwohner
- 1894: 32 Haushaltungen / 167 Einwohner
- 1919: 84 Einwohner
- 1925: 26 Haushaltungen / 125 Einwohner
- 1939: 91 Einwohner
- 1942: 26 Haushaltungen / 107 Einwohner
- 1946: 205 Einwohner
- 1994: 57 Einwohner
- 2018: 66 Einwohner

### Vereine
In dem Ort befinden sich folgende Vereine
- Traditionsverein Feuerwehr Teschow e.V.
- Verein Freunde und Förderer der Halbinsel Teschow e.V.

## Drohender Kiesabbau
Seit 2017 wird von einem aus Nordrhein-Westfalen stammenden Investor versucht, auf der Halbinsel Teschow die vorhandenen Kiesvorkommen abzubauen. Die Gemeinde und die Bürger haben dazu in zahlreichen Stellungnahmen ihre gegenteiligen Meinungen kundgetan. Die untere Naturschutzbehörde des Landkreises Nordwestmecklenburg hat in ihren Stellungnahmen den Kiesabbau unterstützt, obwohl auf der Halbinsel Teschow entsprechende Schutzgebiete ausgewiesen sind und das Gebiet im Bereich des Landschaftsschutzgebietes Palinger Heide und Halbinsel Teschow liegt.

## Belege
1. ↑  Teschow bei geonames.org.
2. ↑  Specht: Familiengeschichten des Kirchspiels Selmsdorf. 2009.